# Austrosphecodes krampus
Austrosphecodes krampus é uma espécie de abelha da subfamília Halictinae endêmica da região atlântica sul do Brasil.

## Anatomia e morfologia
As fêmeas de Austrosphecodes krampus têm em média 7 mm (1⁄4 pol) de comprimento com uma cabeça retangular de 1,4 mm (1⁄16 pol) de comprimento por 1,8 mm (1⁄16 pol) de largura. A maioria da cabeça e do mesossoma são de cor preta, mudando para um âmbar escuro nas mandíbulas e um tom acastanhado na parte inferior das antenas. As patas dianteiras passam de totalmente pretas para âmbar. A coxa e o trocanter são totalmente pretos, enquanto o fêmur é preto na base, passando para marrom na extremidade apical. A tíbia é um tom âmbar. A perna do meio tem apenas a coxa preta, enquanto o trocanter clareou para um tom âmbar escuro e o fêmur marrom escuro basalmente, graduando para marrom mais claro apicalmente, e a tíbia é âmbar. As patas traseiras têm coxa graduada entre preto e âmbar escuro que continua através do trocanter, os fêmures novamente graduam entre marrom escuro e claro, e a tíbia novamente é âmbar. Densidades variadas de cerdas são encontradas por todo o corpo, variando de coloração clara a escura e de reclinado a ereto.
Os tergitos do corpo são notavelmente pontuados. A pontuação no escutelo é menos densa do que a vista em Austrosphecodes lucifer, as pontuações sendo separadas umas das outras pela largura de várias perfurações. Por outro lado, Austrosphecodes inornatus é distinguível por ter um disco mesoscutal mais pontuado e ter uma superfície mais texturizada e, como Austrosphecodes orcus, a profundidade da perfuração é menor do que a de A. krampus.
Os machos de A. krampus não foram capturados ou identificados em coleções.

## Ecologia e comportamento
Como todos os membros do gênero Austrosphecodes, A. krampus é presumido como cleptoparasitário, com possíveis espécies hospedeiras sendo abelhas das subfamílias Colletinae ou Halictinae.

## Dieta
A dieta de Austrosphecodes krampus é desconhecida.

## Etimologia
Austrosphecodes krampus foi nomeado em referência a Krampus, descrito pelos autores como um demônio antropomórfico meio homem, meio cabra da temporada de Natal.

## Taxonomia
Austrosphecodes krampus foi estudado com base em dois espécimes de museu na Coleção de Insetos Padre Jesus Santiago Moure da Universidade Federal do Paraná. O holótipo foi designado como espécime feminino "DZUP\568515", enquanto o espécime feminino "DZUP 568516" foi transformado em parátipo. As vespas foram nomeadas como uma nova espécie pelos entomologistas da Universidade Federal Rodrigo Barbosa Gonçalves e Felipe Walter Pereira em um artigo do European Journal of Taxonomy de 2022. A. krampus foi uma das 9 novas espécies identificadas no artigo, juntamente com as redescrições das três espécies brasileiras anteriormente conhecidas. Junto com as outras espécies, A. krampus foi registrado no ZooBank. Dentro do gênero, dois grupos de espécies do Brasil foram identificados por Gonçalves e Pereira com base na pontuação, corrosão ou saliências do terga. O grupo de espécies menor é unido por ter pouca ou nenhuma pontuação no primeiro tergito metassômico, enquanto o grupo de espécies maior, incluindo A. krampus, tem um primeiro tergito metassômico pontuado a muito pontuado. Tanto A. krampus quanto A. lucifer compartilham a característica de ter impressões pontuadas notavelmente profundas.

## Distribuição
Austrosphecodes krampus é nativo da área costeira atlântica do estado de Santa Catarina, sul do Brasil. A captura de insetos em 17 de novembro de 2002 foi realizada em uma área de dunas a 9 km a leste da cidade de Araranguá, rendendo ambas as fêmeas.